# 1. padalski bataljon (Kanadska kopenska vojska)
1. padalski bataljon (izvirno angleško 1st Parachute Battalion; okrajšava 1 Can Para) je bil specialni padalski bataljon v sestavi Kanadske kopenske vojske med drugo svetovno vojno.

## Zgodovina
Bataljon, prva kanadska padalska enota, je bil ustanovljen 1. julija 1942 z namenom vzpostaviti visoko mobilno enoto, ki bi lahko posredovala kjerkoli na področju Kanade v primeru nemškega desanta.
Ob ustanovitvi je imel 26 častnikov in 590 podčastnikov ter vojakov. V skladu z dogovorom s ZDA in Združenim kraljestvom je bil bataljon poleti 1942 razdeljen na dva dela; en del je bil poslan v Fort Benning (Georgia, ZDA), drugi del pa v Ringway (Anglija, Združeno kraljestvo). Na ta način so hkrati pridobili dva različna pristopa k organizaciji padalskih enot. Po končanem usposabljanju so ustanovili t. i. Canadian Parachute Training Wing (Shilo, Manitoba).
Marca 1943 je bataljon dosegel operativno stopnjo pripravljenosti, nakar je bil poslan v Anglijo kot del kanadskih sil v Združenem kraljestvu, a je postal sestavni del 3. padalske brigade v sestavi 6. zračnoprevozne divizije. V Angliji je bataljon nadaljeval nadaljnje usposabljanje.
Bojni krst je bataljon doživel med operacijo Overlord, ko je kot prva kanadska enota stopila na tla Francije. Po več dneh bojevanja se je bataljon 7. septembra 1944 vrnil v Anglijo. 2. januarja 1945 je bil bataljon poslan v Belgijo, da bi pomagal zaustaviti nemško ofenzivo. To je bila edina kanadska enota, ki je sodelovala v tej ofenzivi. Pozneje je bil bataljon nameščen na Nizozemskem v sklopu obrambnih operacij.
Naslednji preizkus je bila operacija Varsity. Junija 1945 je bataljon zapustil Anglijo in se kot prva enota vrnil v Kanado iz prekomorske dolžnosti.
Bataljon je bil razpuščen 30. septembra 1945.

## Organizacija
- Bataljonski štab
- Prištabna četa
- Četa A
- Četa B
- Četa C

## Poveljstvo
Poveljnik
- Podpolkovnik Eric E. Down (1941–1942)
- Podpolkovnik Sir James L. Hill (1942)
- Podpolkovnik Alastair S. Pearson (1942–1943)
- Podpolkovnik Peter Cleasby-Thompson (1943–1944)
- Podpolkovnik Kenneth T. Darling (1944)
- Podpolkovnik David T. Dobie (1944–1945)
- Podpolkovnik T. C. H. Pearson (1945)